# ホットブラウン
ホットブラウン（英: Hot Brown sandwich）はアメリカ合衆国のホットサンドイッチ。1926年にケンタッキー州ルイビルにあるブラウン・ホテルでフレッド・K・シュミットによって考案された。ルイビル・ホットブラウン、ケンタッキー・ホットブラウンとも。古典料理ウェルシュ・レアビットのバリエーションである。ブラウン・ホテルが1923年に創立された直後に作られたオリジナル・サンドイッチで、当初はハムエッグに代わる夜食メニューとして提供されていた。

## 原料
ターキーブレストとベーコンをパンに乗せ、クリーム状のモルネーソースをかけ回したオープンサンドイッチで、食べる前にオーブンで焼いてパンをカリっとさせ、ソースに焦げ色をつける。ソースにはチェダーかアメリカンチーズを加えることもある。付け合わせの選択肢にはトマトやマッシュルームの薄切りがあり、ごくまれに缶詰のモモも用いられる。
ターキーのほかにハムを追加したり、ピメントやトマトをソースの上に乗せたものもある。モルネーソースではなくチーズソースを代用したホットブラウン風の食品もある。
フレッド・K・シュミットがホットブラウンを考案したころ、ターキーは祝日の晩餐にしか食べないのが普通で、ローストターキーをサンドイッチにするのは珍しかった。オリジナルのホットブラウンはホワイトブレッドのトースト一枚の上にターキーを乗せ、モルネーソースをかけ回してパルメザンチーズを少量振り、オーブンの強火でソースが泡立つまで焼いて仕上げていた。最後にピメントとベーコンを添えた。ブラウン・ホテルのレストランのメニューに載ると短期間で客のほとんどが注文する人気メニューとなった。
現在はルイビル地域の名物・定番料理となっており、ケンタッキー州一帯に広まっている。ブラウン・ホテルは1971年から1985年にかけて営業しておらず、その間は元祖のホットブラウンは食べられなかった。

## バリエーション
ブラウン・ホテルではホットブラウンと同時期に「コールドブラウン」というメニューも作られていた。鳥肉（チキンもしくはターキー）、固ゆで卵、レタス、トマトをライ麦パンに乗せ、サウザンドアイランド・ドレッシングをかけたオープンサンドイッチである。現在ではほとんど食べられていない。
セントルイスには1920年代にメイフェア・ホテルで作り出されたプロスパリティ・サンドイッチという似た料理がある。同市では現在も食べられているが、「ホットブラウン」という名で呼ばれることがある。
1930年代にペンシルベニア州ピッツバーグで初めて作られたターキー・デヴォンシャーはホットブラウンに似た料理として紹介されることがある。

## 受容
ホットブラウンはフード・ネットワークの番組『スローダウン! ウィズ・ボビー・フレイ』で取り上げられた。発祥地ルイビルの料理人がホストのフレイと料理勝負を行うという内容だった。同ネットワークの『ザ・レイチェル・レイ・ショー』や、『サザン・フライド・ロード・トリップ』でも紹介されている。トラベル・チャンネルでは『テイスト・オブ・アメリカ』、『 マンvsフード・ネーション』でルイビルを訪れる回、『フード・パラダイス』のエピソード「サンドイッチ・ヒーローズ」（2018年）で取り上げられている。
米国公共放送サービスではドキュメンタリー『サンドイッチズ・ザット・ユー・ウィル・ライク』に登場した。『ザ・マインド・オブ・ア・シェフ』ではシェフのアレンジ版ホットブラウンが紹介された。